# Ferrari 315 S
La 315 S è una autovettura da competizione della categoria Sport prototipi di classe 3,8 litri, prodotta dalla Ferrari nel 1957 e sostituita già l'anno dopo con la 250 TR, a seguito della modifica al regolamento, operata dalla FISA (Commissione Sportiva Internazionale), che limitò a tre litri (3000 cc) la cilindrata dei motori.

## Il contesto e le competizioni
Il modello fu costruito per succedere alla 290 MM, vittoriosa alla Mille Miglia del 1956, e doveva essere la risposta alla Maserati 450 S con il suo motore V8 da 410 CV.

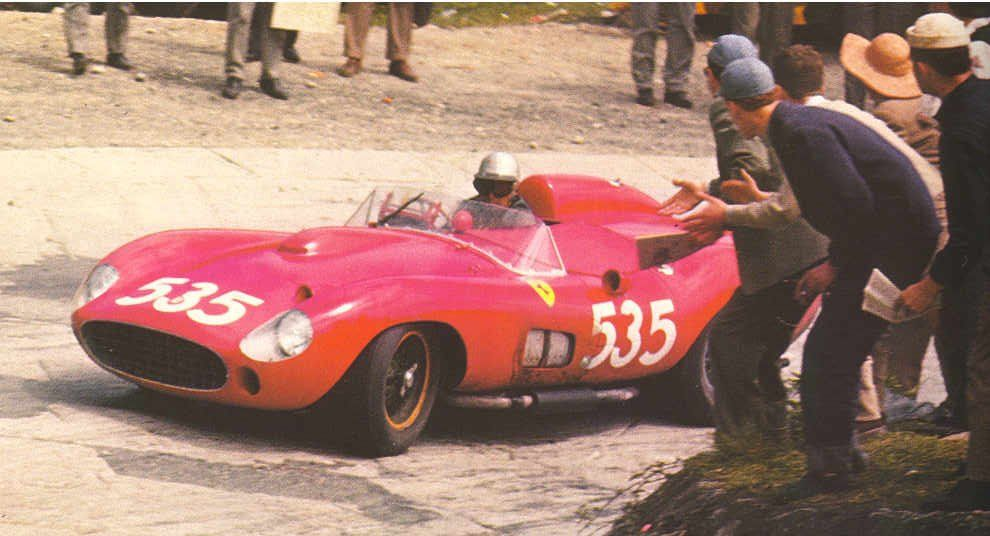
Alla Mille Miglia con Taruffi

Alla Mille Miglia del 1957 la Ferrari conquistò le prime tre posizioni. Ai primi due posti si classificarono due 315 S, con Piero Taruffi sul gradino più alto del podio e Wolfgang von Trips, al secondo posto, mentre al terzo arrivò una 250 GT Berlinetta Tour de France guidata da Olivier Gendebien e Jacques Washer. Fu l'ultima gara di Taruffi, dopo la quale si ritirò dalle competizioni. Questa edizione della corsa fu funestata dalla tragedia di Guidizzolo, dove la Ferrari 335 S n. 531 condotta dal pilota spagnolo Alfonso de Portago e dal copilota statunitense Edmund Nelson ebbe un terribile incidente, che causò la morte degli occupanti della vettura, di nove spettatori, tra cui cinque bambini, oltre a numerosi feriti.
Il resto della stagione fu avaro per la Ferrari, con i mancati successi alla 24 Ore di Le Mans ed al Nürburgring. L'esito del campionato si decise in Venezuela, dove le Maserati si ritirarono, lasciando la vittoria finale alla Ferrari. Negli anni successivi, dopo il lancio della 250 Testa Rossa, la 315 S fu diventò obsoleta.
L'esemplare che vinse la Mille Miglia fu mostrata completamente restaurata al Pebble Beach Concours d'Elegance nel 2002.

## Caratteristiche tecniche
La 315 S era fornita di un propulsore V12 a 60° anteriore e longitudinale, con un sistema di distribuzione costituito da un doppio albero a camme in testa per bancata di cilindri, i quali erano provvisti di due valvole. Erano dunque quattro gli alberi a camme mossi da catene, e questa peculiarità meccanica era un'evoluzione in confronto al monoalbero per bancata dei modelli precedenti, nel rispetto dei quali questo motore era anche più potente ed affidabile, oltre ad essere di nove chilogrammi più leggero. L'alesaggio e la corsa erano rispettivamente di 76 mm e 69,5 mm, che davano al motore una cilindrata totale di 3783,40 cm³. Il rapporto di compressione era di 9:1. Altre peculiarità del propulsore erano la testata e le punterie che agivano direttamente sugli alberi a camme, ed entrambe queste soluzioni furono studiate da Vittorio Jano. La potenza erogata dal propulsore era di 360 CV a 7800 giri al minuto.

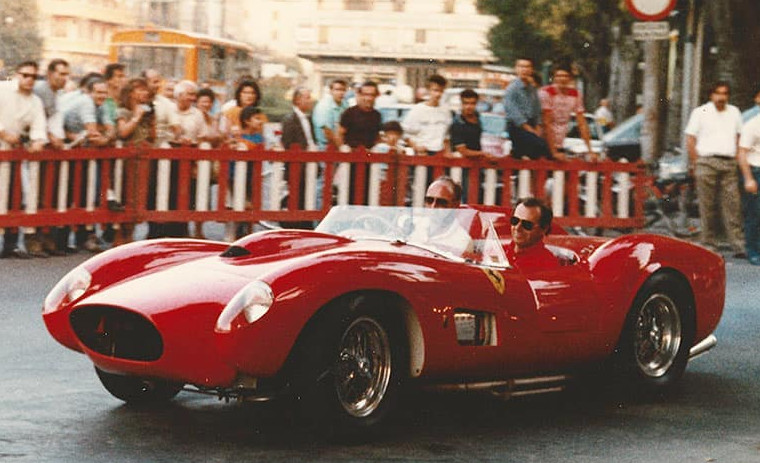
Nel 1985

L'alimentazione era assicurata da sei carburatori di marca Weber e modello 42 DCN, mentre l'accensione era doppia con quattro spinterogeni. La lubrificazione era a carter secco, e la frizione era multidisco.
La trasmissione era di tipo transaxle con un cambio a quattro rapporti più la retromarcia. I freni erano a tamburo, ed erano analoghi a quelli montati sulla Lancia D50, che erano anch'essi progettati da Vittorio Jano. Lo sterzo era a vite senza fine e settore dentato.
Le sospensioni anteriori erano indipendenti, con quadrilateri trasversali e molle elicoidali, mentre quelle posteriori erano costituite da un ponte De Dion, doppi puntoni, e balestra trasversale. Entrambe montavano ammortizzatori idraulici.
Il resto della vettura derivava da modelli precedenti. Il telaio per esempio era costituito da grossi tubi ovali in acciaio con supporti di piccolo diametro, ed era analogo a quelli installati sulla 290 MM e sulla 375 Plus. La carrozzeria era spider a due posti.
La velocità massima raggiunta dal modello era di 290 km/h.